# Gavi
Gavi er den mindste af øerne i øgruppen Pontinske øer, der ligger i det Tyrrhenske hav mellem Rom og Napoli. Der er kun et enkelt hus på øen, og den er kun beboet i sommerperioden. Øen har et areal på 0,14 km² og er kun adskilt fra hovedøen Ponza af et 130 meter bredt stræde.
40°56′07″N 13°00′03″Ø / 40.9353°N 13.0008°Ø